# Alexander Salák

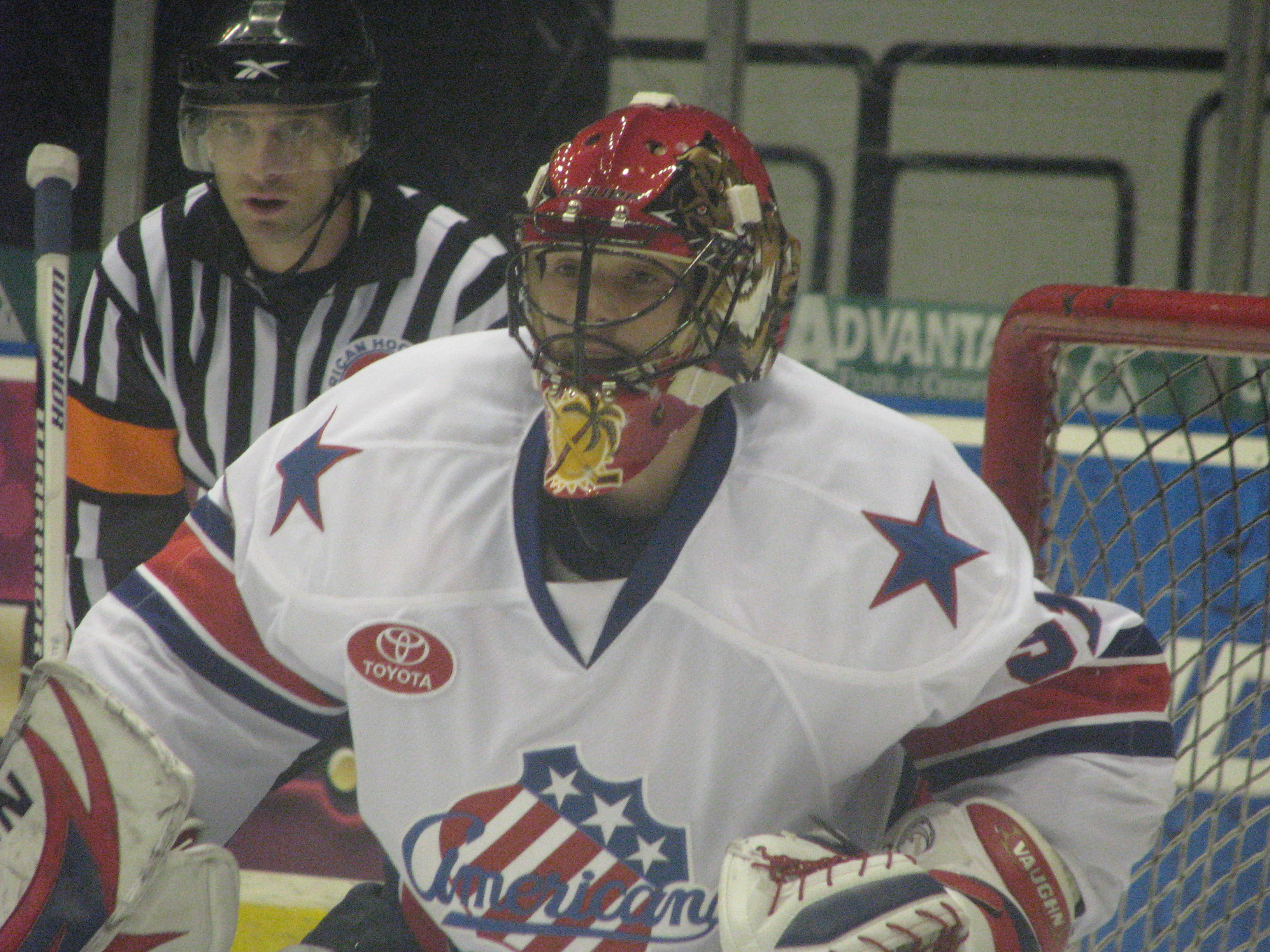
Alexander Salák i Rochester Americans 2009.

Alexander Salák, född 5 januari 1987 i Strakonice, är en tjeckisk tidigare professionell ishockeymålvakt.

## Spelarkarriär
Salak inledde sin karriär i de tjeckiska klubbarna HC Pisek och HC České Budějovice.

### Finland
Vid 19 års ålder flyttade Salak till Finland för spel i landets näst högsta division. Inför säsongen 2007–08 skrev Salak på för TPS Åbo. Salak gjorde stor succé under sina två säsonger i Finlands högsta division SM-liiga.

### NHL
Den 29 maj 2009 skrev Salak kontrakt med NHL-klubben Florida Panthers. Salak fick framförallt spela i farmarlaget Rochester Americans i AHL. Salák debuterade senare i NHL för Florida Panthers den  9 oktober 2009 mot Carolina Hurricanes.
Under NHL-säsongen 2010–11 när Salak var utlånad till Färjestad bytte Panthers bort rättigheterna till honom. Chicago Blackhawks fick Michael Frolík och Salak i utbyte mot Jack Skille, Hugh Jessiman och David Pacan. Salak spelade för Chicago till och med säsongen 2011-12.

### Elitserien
Den 13 augusti 2010 skrev Salak ett ettårskontrakt med Färjestads BK. Salak elitseriedebuterade för Färjestad den 25 september 2010 mot AIK. Salak spelade stort och höll nollan i sin debut. Senare samma säsong (2010-11) vann Salak SM-guld med Färjestad. Salak spelade dock endast tre slutspelsmatcher då han var axelskadad.
Den 19 juni 2012 bekräftades det Salak återvänder till Färjestad, då Färjestad köpt ut Salak ifrån Chicago och skrivit ett tvåårskontrakt med honom.
Salak blev historisk då han den 3 november 2012 på Alla helgons dag i en bortamatch mot Linköpings HC satte elisterierekord i längst hållen nolla av en målvakt under seriespel. Det nya rekordet blev nu inga insläppta mål under 205 minuter och 49 sekunder effektiv speltid (ca 3 ½ match), tack vare Salak som passerade Thomas Östlunds 20 år gamla rekord. Salak vann Elitseriens målvaktsliga säsongen 2012-13 med en räddningsprocent på 93,92 %.

### KHL
Den ryska KHL-klubben SKA Sankt Petersburg erbjöd Färjestad drygt sex miljoner kronor för Salák under säsongen 2012/2013 efter att man tappade Sergej Bobrovskij när NHL-lockouten tog slut. Färjestad nobbade erbjudandet, men efter säsongens slut skrev Salák på ett tvåårskontrakt för KHL-klubben.

### SHL
I januari 2022 skrev han på för Djurgårdens IF på ett kontrakt för säsongen ut med option på ett år till. Optionen utnyttjades inte och det blev hans sista proffsklubb.

## Klubbar
- HC Pisek (moderklubb)
- HC České Budějovice 2002–06
- Jokipojat Joensuu 2006–07
- TPS Åbo 2007–09
- Rochester Americans 2009–10
- Florida Panthers 2009–10
- Färjestads BK 2010–11
- Chicago Blackhawks 2011–12
- Färjestads BK 2012–13
- SKA Sankt Petersburg 2013–15
- HK Sibir Novosibirsk 2014–18
- Lokomotiv Yaroslavl 2018-19
- Dinamo Riga 2019-20
- HC Sparta Prag 2020-22
- Djurgårdens IF 2022